# Рівність (роман)
«Рівність» (англ. Equality) — утопічний роман американського письменника Едварда Белламі, продовження роману «Погляд назад, 2000—1887». Вперше опублікований 1897 року. Книга містить мінімальну сюжетну лінію; Едвард Белламі переважно використовував «Рівність», щоб розширити теорії, які він вперше дослідив у «Погляді назад».
Текст тепер у відкритому доступі та доступний безкоштовно.

## Сюжет
Роман розпочинається одразу після завершення подій, описаних у «Погляді назад», з головними героями першого роману Джуліаном Вестом, доктором Літом і його дочкою Едіт.
Вест розповідає свій кошмар про повернення в XIX століття Едіт, яка йому співчуває. Громадянство Веста в новій Америці визнається, і він йде в банк, щоб отримати власний рахунок або «кредитну картку», з якої він може брати свою рівну частку національного продукту. Він дізнається, що Едіт та її мати зазвичай не носять довгих спідниць, у яких він їх бачив (вони носили їх, щоб не ображати його почуття з 19-го століття): коли Джуліан каже Едіт, що він не був би шокований, побачивши їх одягненими за сучасною модою, Едіт відразу вбігає в будинок і виходить одягнена в брючний костюм. Одяг пройшов революційний шлях і тепер виготовляється зі зміцненого паперу, який переробляється, коли він забруднений, і замінюється за дуже невеликі витрати (взуття та посуд виготовляються з різних матеріалів).
Джуліан дізнається, що жінки можуть конкурувати в багатьох тих самих професіях, що й чоловіки; директор паперової фабрики, яку він відвідує з Едіт, — жінка. Сама Едіт перебуває на другому курсі трирічного загального трудового періоду, який вимагається від усіх перед вибором професії, але взяла відпустку, щоб провести час з Джуліаном. Двоє відвідують багатоквартирний будинок, у якому зараз ніхто не живе, який зберігається як нагадування про зло приватного капіталізму.
Джуліан відкриває свій сейф (пристрій, невідомий у 2000 році за межами музеїв). Доктор Літ розглядає свої іпотечні кредити та цінні папери не як давно застарілі претензії на право власності на речі, а як на людей та їхню працю. Ці папери нічого не варті, окрім антикваріату, оскільки більшість подібних паперів було спалено наприкінці економічного переходу під час великої пожежі на колишньому місці Нью-Йоркської фондової біржі. Ці папери нічого не варті, окрім антикваріату, оскільки більшість подібних паперів було спалено наприкінці економічного переходу під час великої пожежі на колишньому місці Нью-Йоркської фондової біржі. Золоті монети в сейфі викликають захоплення своєю красою, але вони також нічого не варті.
Джуліан дізнається більше про світ 2000 року. Рукопис був фактично замінений фонографічними платівками, а коштовності більше не використовуються, оскільки дорогоцінні камені тепер нічого не варті. Джуліан вражений приладом, схожим на телевізор, який називається електроскоп. Світове спілкування стало спрощеним, оскільки тепер кожна людина, окрім рідної, розмовляє універсальною мовою. Є не тільки легковий автомобіль, а й приватний літак. Тепер усі вегетаріанці, і думка про вживання м’яса сприймається з відразою.
Книга завершується майже безперервною серією лекцій від доктора Літа та інших героїв, які здебільшого стосуються того, як було досягнуто ідилічного стану, в якому опинився Захід.

## Відгуки
Як і можна було очікувати, враховуючи успіх «Погляду назад, Рівність» була дуже очікуваною. Перший великий наклад замовили видавці. Незважаючи на це, перше видання було повністю розпродано протягом 36 годин після публікації.
Ріплі Хічкок, який був пов’язаний із видавцями Белламі, пояснив тематичну різницю між «Поглядом назад» і «Рівністю» тим, що остання «пояснює не лише [інституції майбутнього Белламі] праведність і розум, але також і хід історичної еволюції, за яким вони народилися з зовсім іншого порядку речей, існуючого сьогодні».
Загалом реакція на «Рівність» була негативною. Ніколас П. Гілман надає загальну критику роботи у своєму огляді для «Quarterly Journal of Economics». Написаний у 1897 році, Гілман пояснює: «Містер Белламі, очевидно, відмовився від художньої літератури і нарешті порушив декількарічне мовчання томом, який не є ані романом, ані трактатом про соціалізм у науковій формі, а тривалим повторенням монологів Доктор Літі, частина «Погляду назад», яка викликає найменший інтерес у більшості читачів».
З іншого боку, Джон Дьюї (який назвав Белламі «великим американським пророком») віддавав перевагу «Рівності», вважаючи її «більш популістською та демократичною», ніж «популярніша та авторитарніша» «Погляд назад». Пітер Кропоткін також сприйняв книгу більш прихильно, стверджуючи, що вона краща за «Погляд назад», оскільки Белламі усунув авторитарні аспекти. Кропоткін стверджував, що ці елементи ні в якому разі не відповідають характеру колишнього твору, і заявив, що, на його думку, якби хтось відповідний міг поговорити з Белламі, вони могли б переконати його оголосити про анархізм.